# Alaa al-Aswany
Alaa al-Aswany (àrab: علاء الأسواني, ʿAlāʾ al-Aswānī) (el Caire, 26 de maig de 1957) és un escriptor i dentista egipci.

## Biografia
Al-Aswany va néixer el 26 de maig del 1957. La seva mare, Zainab, provenia d'una família aristocràtica. El seu oncle era Ministre d'Educació abans de la Revolució egípcia del 1952.
El seu pare, Abbas Al-Aswany, era d'Aswan, una regió d'Egipte. Va ser advocat i escriptor, provenia d'una família intel·lectual, és recordat com un bon orador, captivant i carismàtic amb un ampli seguiment i lleialtat dins de la secció de la intel·lectualitat revolucionària egípcia. Escrivia regularment articles a la contraportada de la revista setmanal Rose al-Yusuf titulades «Aswaniyat». L'any 1972, va rebre el premi estatal de literatura. Va morir quan Alaa tenia dinou anys.
Al-Aswany va estudiar al Lycée Français du Caire i es va graduar en medicina dental a la Universitat del Caire l'any 1980. L'any 1985 va continuar els seus estudis a la Universitat d'Illinois, Chicago, i va fer un màster en odontologia, allà viuria durant 17 anys, compaginant l'escriptura i la professió de dentista. També va estudiar literatura hispànica a Madrid, parla, a part d'àrab, anglès, francès i castellà. Al-Aswany és autor d'articles de temàtica literària, política i social en diaris egipcis i d'altres novel·les, entre les quals destaca Chicago. A més, és un dels membres fundadors del moviment Kifaya, d'oposició a la presidència de Hosni Mubarak.
Al-Aswany, amb 20 anys es va casar amb la seva primera esposa, van tenir un fill, Seif, i, més tard, es van divorciar. Es va tornar a casar als 37 anys, amb Eman Taymoor, i amb aquesta va tenir dues filles, Mai i Nada.
El seu nom figura en la llista dels 500 musulmans més influents del món, emesa pel Reial Centre Musulmà d'Estudis Estratègics d'Amman, Jordània.
Va participar en el Festival Literari Blue Metropolis a Mont-real, Canadà al juny del 2008 i a l'abril del 2010 va aparèixer en entrevistes del programa Writers and Company de la CBC.

## Vida professional
Aquest escriptor és molt conegut al món àrab pel seu compromís tant en l'àmbit literari com el socio-polític. Les seves obres més conegudes són L'edifici Iaqubian i Chicago, aquesta última va ser publicada al gener del 2007.
Setmanalment, col·laborava amb diversos diaris egipcis. Escrivia un crítica literària en el diari Al-Sha'ab, on va esdevenir responsable de la pàgina de cultura. També, un article en Al-Dustour i un altre en Al-Shorouk. Mensualment, escrivia al diari Al-Arabi Al-Nasseri. Avui en dia, escriu tots els dijous un article setmanal a Al-Masry Al-Youm. Aquests articles són publicats en diaris coneguts internacionalment com The New York Times, Le Monde, El País, The Guardian i The Independent. La seva segona novel·la, L'edifici Iaqubian, una representació irònica de la societat egípcia moderna, ha estat llegida àmpliament tant a Egipte com a l'Orient Mitjà. L'any 2006 va ser adaptada a la pantalla gran i va esdevenir producció cinematogràfica. La pel·lícula va ser projectada en festivals de cinema internacionals i va ser un gran boom a Egipte. L'edifici Iaqubian és de les poques pel·lícules que parlen dels tabús socials i de la corrupció del govern. De fet, molt intel·lectuals creuen que aquest film té un paper important en el sentiment revolucionari de la societat egípcia. Al-Aswany assegura que durant la Revolució Egípcia, molts dels que protestaven li explicaven que uns dels motius que els empenyia a manifestar-se era pel que havia escrit a L'edifici Iaqubian. L'any 2007, es va adaptar al format televisiu i en van fer una sèrie amb el mateix nom. Els treballs literaris d'Alaa Al-Aswany han estat traduïts a 31 llengües: l'anglès, grec, búlgar, català, xinès, xinès simplificat, neerlandès, turc, malai, danès, noruec, finès, armeni, croat, bosnià, serbi, polonès, portuguès, islandès, francès, eslovè, gallec, espanyol, estonià, italià, romanès, rus, coreà, suec, alemany i eslovac.

## Compromís social, política i revolució
Al-Aswani, proper als intel·lectuals d'esquerres, col·laborava amb diaris de l'oposició al govern de Hosni Mubarak. Abans de la fundació de Kifaya va participar en els comitès de solidaritat amb Palestina a l'octubre de 2000 (Segona intifada) i el moviment anti-guerra de l'Iraq (2003) que organitzà les primeres manifestacions contra el president Mubarak des que prengué possessió del poder el 1981.
Alaa Al-Aswany va estar present a la Plaça Tahrir els 18 dies que va durar la manifestació abans que Hosni Mubarak caigués del poder. Va donar suport a la Revolució egípcia de 2011 i la va comparar amb el retorn de la llibertat a Espanya el darrer quart del segle xx. De fet, va ser una de les poques cares conegudes d'aquesta revolució sense líder. Després de la caiguda del dictador, Al-Aswany es va enfrontar amb el primer ministre Ahmed Shafik en una cadena de televisió egípcia. El primer ministre va perdre els papers durant el persistent interrogatori al qual l'havia sotmès el novel·lista, era el primer cop que els egipcis presenciaven la humiliació d'un alt càrrec dirigent en públic (a la televisió). A conseqüència d'això, va ser expulsat del Consell Suprem de les Forces Armades d'Egipte.
A l'octubre del 2010, el Centre Israelià-palestí de Recerca i Investigació (CIPRI) volia oferir als seus lectors hebreus el privilegi de llegir el Best Seller egipci, la novel·la L'edifici Iaqubian mentre que l'escriptor, Alaa Al-Aswany, rebutjava la idea que la seva obra fos traduïda a l'hebreu i publicada a Israel. Un voluntari la va traduir i el CIPRI volia oferir-la de manera gratuïta per contribuir a la difusió de la consciència i cultura. Per aquest motiu, Al-Aswany estava profundament frustrat, ja que es negava a establir qualsevol relació amb Israel i acusà al CIPRI i al traductor de pirateria i robatori. Com a conseqüència, va denunciar el fet a l'Associació Internacional d'Editors.